# Manuel Cuadra Serrano
Manuel Cuadra Serrano   (Diriamba, 25 d'agost de 1947), anomenat Catarrito, és un exfutbolista nicaragüenc de la dècada de 1970.
Fou internacional amb la selecció de Nicaragua. Pel que fa a clubs, destacà a Diriangén, and Flor de Caña.